# Pankration

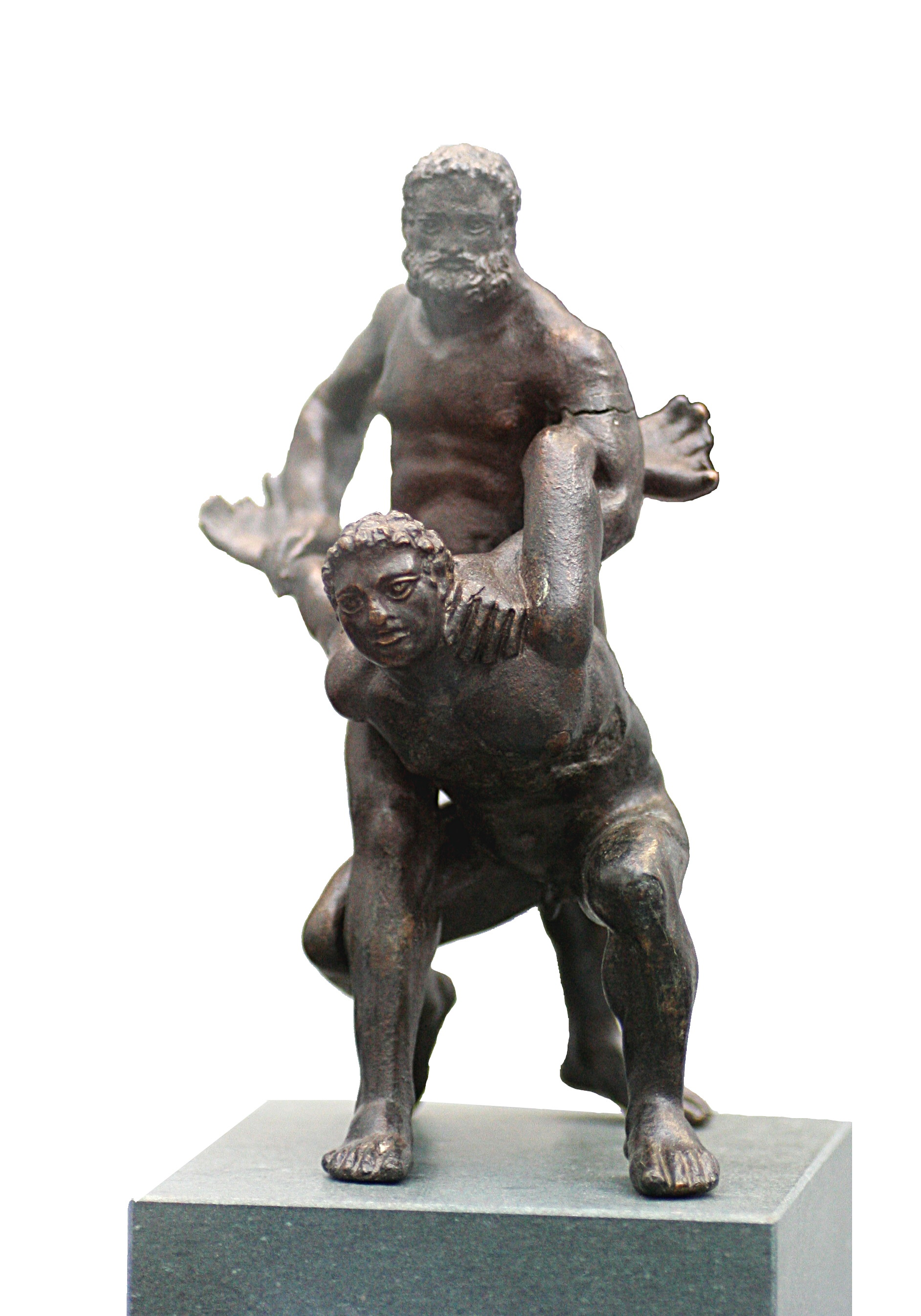
Zawodnicy uprawiający pankration − grecka statuetka z II wieku p.n.e.

Pankration (gr. παγκράτιον od πᾶν − całkowita, wszech oraz κρατός − siła, moc, władza) − dyscyplina sportowa w starożytnej Grecji, będąca połączeniem boksu i zapasów, wprowadzona do programu starożytnych igrzysk olimpijskich w 648 roku p.n.e.
Pokonany zawodnik sygnalizował poddanie podniesieniem ręki. Według przekazów historycznych większość walk w pankrationie kończyła się poddaniem, a wypadki śmiertelne były niezwykłą rzadkością. W walce istniały tylko trzy reguły − nie wolno było atakować oczu przeciwnika, gryźć oraz atakować genitaliów rywala. Złagodzona forma olimpijskiego pankrationu była przewidziana dla młodych chłopców (efebów).
Wśród mistrzów tej dyscypliny wymienia się Arrichiona oraz Dioksipposa, który zwyciężył w kilku olimpiadach i był przyjacielem Aleksandra Macedońskiego. Według antycznego przekazu, wyzwany przez jednego z żołnierzy Aleksandra, niejakiego Koragosa, Dioksippos stanął bez broni przeciwko uzbrojonemu i opancerzonemu Koragosowi i pokonał go, zawstydzając samego Aleksandra, który nie mogąc znieść upokorzenia wojska, zmusił Dioksipposa do popełnienia samobójstwa.
W 393 roku n.e. cesarz Teodozjusz I zakazał organizacji igrzysk olimpijskich, uznając je za rozrywkę pogańską. W konsekwencji pankration stopniowo zanikł.
Sport ten był motywem przedstawień w sztuce greckiej, zwłaszcza w rzeźbie i malarstwie wazowym.

## Współcześnie
Wraz z popularyzacją przypominających pankration mieszanych sztuk walki, pod koniec XX wieku podjęto próby wskrzeszenia tego antycznego sportu. W 1999 roku w Grecji została założona Międzynarodowa Federacja Pankrationu (International Federation of Pankration, IFPa), organizacja non-profit, której celem jest propagowanie pankrationu. 
Kodyfikacją zasad oraz organizacją zawodów (w tym mistrzostw świata) w pankrationie zajęła się również Międzynarodowa Federacja Zapaśnicza. Sankcjonowany przez nią sport to amatorska, złagodzona wersja mieszanych sztuk walki. Rywalizacja odbywa się na zapaśniczej macie, w stójce i parterze, przy zastosowaniu zapasów oraz wszelkich dopuszczalnych w grapplingu chwytów, rzutów, dźwigni i duszeń, a także ciosów pięściami i kopnięć (w tym kolanem) w korpus oraz uda. Zasadniczo zakazane są uderzenia w głowę, z wyjątkiem kopnięcia okrężnego (które jest jedną z najwyżej punktowanych technik). Zawodnicy ubrani są w niebieskie lub białe gi (jak w judo), bądź endymę − strój składający się z luźnych spodni i koszuli. Sprzęt ochronny stanowią cienkie, umożliwiające chwytanie rękawice, a także nagolenniki, suspensorium i ochraniacz zębów; kobiety mogą ponadto stosować ochraniacz klatki piersiowej. Mężczyźni rywalizują w ośmiu, a kobiety w sześciu kategoriach wagowych.